# Кобахидзе, Нелли
Нелли Кобахидзе — балерина, солистка Большого театра.

## Биография
Нелли Кобахидзе родилась в Тбилиси. В период с 1992 по 1995 год она обучалась в Тбилисском хореографическом училище, ее педагогом был С. Тварелишвили. Она перешла из этого учебного заведения в Московскую государственную академию хореографии. Учась в МГАХ, в 1999—2001 году, Нелли Кобахидзе стала стипендиатом Международного благотворительного фонда имени Мариса Лиепы.
В 2000 году выступала на сцене Большого театра в школьном спектакле, исполнила Седьмой вальс и Прелюд в балете «Шопениана».
В 2001 году окончила учебу в академии, занималась в классе Ирины Сыровой.
Начала работать в балетной труппе Большого театра под руководством Марины Кондратьевой.
В 2002 году Нелли Кобахидзе начала сотрудничество с театром «Русский балет», выступала в балетах «Шопениана», «Спящая красавица».
В 2005 году исполнила заглавную партию в балете «Жизель» А.Адана в Башкирском государственном театре оперы и балета. Ее партнером на сцене стал танцовщик Парижской национальной оперы Карл Пакетт. В 2006 году опять станцевала партию этого балета в спектакле Государственного театра оперы и балета Республики Марий Эл имени Эрика Сапаева в Йошкар-Оле, а также партию Никии в спектакле Красноярского государственного театра оперы и балета в рамках фестиваля «Звезды Большого балета».
В 2013 году Нелли Кобахидзе стала участницей IX Международного фестиваля классического балета имени Р. Х. Нуреева в Уфе и I Всероссийского фестиваля «Молодой балет России» в Краснодаре.

## Репертуар
В 2002 году Нелли Кобахидзе исполнила партию подруги Лизы в «Тщетной предосторожности» Л. Герольда (хореография Ф. Аштона), подруги Жизели в балете «Жизель» А. Адана (хореография Ж. Коралли, Ж. Перро, М. Петипа в редакции Ю. Григоровича), а также седьмой вальс и прелюд в «Шопениане» на музыку Ф. Шопена (хореография М. Фокина).
В 2003 году она исполнила первую вариацию в картине «Грезы Раймонды» («Раймонда» А. Глазунова, хореография М. Петипа в редакции Ю. Григоровича) и две виллисы в «Жизели», также вторую вариацию в гран па («Дон Кихот» Л. Минкуса, хореография М. Петипа, А. Горского в редакции А. Фадеечева) и три лебедя («Лебединое озеро» П. Чайковского во второй редакции Ю. Григоровича, хореография Л.Иванова).
В 2004 году она танцевала Фею Нежности, а также партию фрейлины в «Спящей красавице» П. Чайковского, хореография М. Петипа в редакции Ю. Григоровича), «Две пары» во II части («Симфония до мажор» на музыку Ж. Бизе, хореография Дж. Баланчина). Исполняла гран па в «Баядерке» Л. Минкуса (хореография М. Петипа в редакции Ю. Григоровича), сольную партию в балете «Кончерто барокко» на музыку И. С. Баха, хореография Дж. Баланчина. Стала первой исполнительницей партии Паутинки в Большом театре в балете «Сон в летнюю ночь» на музыку Ф.Мендельсона-Бартольди и Д.Лигети в постановке Дж. Ноймайера.
В 2005 исполнила партию Венгерской невесты в «Лебедином озере», Лизу в «Пиковой даме» на музыку П. Чайковского в постановке Р. Пети, Маньку Фарт в балете «Болт» Д. Шостаковича в постановке А. Ратманского, Мельничиху в «Треуголка» М. де Фальи, хореография Л. Мясина, Повелительницу дриад в «Дон Кихоте» Л. Минкуса, хореография М. Петипа, А. Горского в редакции А. Фадеечева.
Нелли Кобахидзе в 2006 году исполнила партию Жизели в балете «Жизель», в 2008 — Мирей де Пуатье в балете «Пламя Парижа» в постановке А. Ратманского.
Ее последующие партии — Герцогиня в «Спящей красавице», Свечка в «Мойдодыре», Герцогиня в «Дон Кихоте» во второй редакции А. Фадеечева, Зюльма в «Корсаре», Мария-Антуанетта в балете «Пламя Парижа».